# Симо Стоянов
Симо (Симе) Стоянов Иванов, (на гръцки: Σίμος Στογιάννου, Τζογιάννης Ιωαννίδης, Симос Стояну, Дзояну Йоанидис), известен като Арменски (Αρμενσκιώτης) или Симо Гърчето (Σίμος Γκράτσος) или Македон (Μακεδών), е гъркомански революционер, деец на Гръцката въоръжена пропаганда в Македония от началото на XX век.

## Биография
Симо Стоянов е роден в леринското село Арменско, тогава в Османската империя. Присъединява се към гъркоманската чета на Коте Христов като негов адютант и участва в Илинденско-преображенското въстание. Влиза в първата гръцка чета на Павлос Мелас и по-късно е повишен в подвойвода. Подпомага гръцките капитани, които не познават терена в Македония. Действа заедно с Евтимиос Каудис в района на Пелистер, а на 13 ноември 1904 година участва в клането в Зелениче, при което са убити невинни българи. След залавянето и обесването на Христов през 1905 година Симо Стоянов бяга в Атина. Завръща се във вътрешността на Македония и си сътрудничи с Георгиос Цондос в района на Лерин и Баба планина.
От 1906 година ръководи собствена чета и действа заедно с Павле Илиев. На 24 октомври 1906 година убива трима българи и една българка по пътя от Търсие за Лерин. До 1908 година четата му остава активна в Нередската планина. Поставена му е задача да убие Васил Чекаларов – начинание, в което не успява. Участва в Младотурската революция от юли 1908 година.
В 1913 година участва в доброволческа чета сражаваща се с четата на Васил Чекаларов.
В негова чест през 1957 година леринското село Матешница е прекръстено на Симос Йоанидис.